# Mala'e (Uvea)
Mala'e è un villaggio della Collettività d'oltremare francese di Wallis e Futuna, nel regno di Uvea, sull'isola di Wallis, nel distretto di Hihifo, vicino alla costa settentrionale, vicino all'aeroporto di Wallis. Secondo il censimento del 21 luglio 2008 il villaggio ha una popolazione di 500 abitanti.

## Società

### Evoluzione demografica
Abitanti censiti